# Platycleis deminuta
Platycleis deminuta är en insektsart som beskrevs av Hans Fruhstorfer 1921. Platycleis deminuta ingår i släktet Platycleis och familjen vårtbitare. Inga underarter finns listade i Catalogue of Life.